# Евреи в България
Евреите в България са народност от еврейски произход, част от населението на Република България. Според последното преброяване – от 2011 г., като евреи са се самоопределили 1162 души. От тях 1130 са дали отговор за майчин език и етническа група. За майчин език български са посочили 897 души, иврит са посочили 120, руски 61, арабски 3, а друг 39. Юдаизма изповядват 706 души.
Към края на Втората световна война евреите в България са около 48 000 души. По-голямата част от тях се преселва в Израел през 1948 г.

## Численост и дял
Численост и дял на евреите според преброяванията на населението в България през годините:
| Година | Дял (в %) | Численост |
| 2001   | 0.017     | 1363      |
| 2011   | 0.015     | 1162      |

### Преброяване през 2001 г.
Численост и дял на евреите по области, според преброяването на населението през 2001 г.:
| Област         | Численост | Дял (в %) |
| Общо           | 1363      | 0.017     |
| -------------- | --------- | --------- |
| Благоевград    | 8         | 0.002     |
| Бургас         | 30        | 0.007     |
| Варна          | 67        | 0.014     |
| Велико Търново | 1         | под 0.001 |
| Видин          | 4         | 0.003     |
| Враца          | 3         | 0.001     |
| Габрово        | 1         | под 0.001 |
| Добрич         | 2         | 0.001     |
| Кърджали       | 1         | под 0.001 |
| Кюстендил      | 29        | 0.017     |
| Ловеч          | 1         | под 0.001 |
| Монтана        | 3         | 0.001     |
| Пазарджик      | 8         | 0.002     |
| Перник         | 1         | под 0.001 |
| Плевен         | 32        | 0.010     |
| Пловдив        | 161       | 0.022     |
| Разград        | 8         | 0.005     |
| Русе           | 29        | 0.010     |
| Силистра       | 4         | 0.002     |
| Сливен         | 4         | 0.001     |
| Смолян         | 1         | под 0.001 |
| Софийска       | 3         | 0.001     |
| София          | 892       | 0.076     |
| Стара Загора   | 15        | 0.004     |
| Търговище      | 1         | под 0.001 |
| Хасково        | 17        | 0.006     |
| Шумен          | 21        | 0.010     |
| Ямбол          | 16        | 0.010     |

## Известни български евреи
- Етиен Леви – певец
- Зелма Алмалех, журналист и кинодраматург; била е главен редактор на информационната агенция БГНЕС. Списва сайта за култура „Въпреки“. Завършила е специалност „Телевизионна журналистика и документално кино“ в СУ. Нейни документални филми са получили национални и международни отличия. Обнародва и в интернет изданието „Маргиналия“.
- Леа Коен, музиколог, писател, посланик
- Соломон Паси – политик
- Рихард Езра – режисьор

## Еврейски организации в България
- Организация на евреите в България „Шалом“